# نقشه‌بردار موضوعی
نقشه‌بردار موضوعی (انگلیسی: Thematic Mapper) که به اختصار تی‌اِم (TM) نامیده می‌شود، یکی از سنجنده‌های دیدبانی زمین است که در پروژه لندست معرفی شد. این سنجنده نخستین‌بار بر روی ماهواره لندست ۴ (فعالیت تا سال ۲۰۰۱) و پس از آن بر روی لندست ۵ نصب شد که تا سال ۲۰۱۲ مشغول فعالیت بود. سنجنده‌های تی‌ام شامل داده‌های تصویر در هفت باند طیفی است که سه باند آن در طول موج مرئی و چهار باند آن در محدوده طول موج فروسرخ است و تفکیک‌پذیری اغلب باندها ۳۰ متر است.
سنجنده تی‌ام ابزاری مفید در مطالعه سپیدایی و ارتباط آن با گرمایش جهانی و تغییر اقلیم است. سنجنده تی‌ام لندست ۵ در ارزیابی میزان کاهش یخ در یخچال‌های طبیعی بر اثر ذوب آنها کاربرد گسترده‌ای دارد.
بر روی ماهواره لندست ۷ نمونه بهبودیافته از سنجنده تی‌ام نصب شده که با نام نقشه‌بردار موضوعی بهبودیافته پلاس (+ETM) شناخته می‌شود.